# Säter
Säter é uma cidade da Suécia, da província da Dalecárlia, condado da Dalecárlia e comuna de Säter, onde é sede. Tem 4,79 quilômetros quadrados e segundo o censo de 2018, havia 4 707 habitantes. Está na margem norte do lago Liustern, a 15 quilômetros a noroeste de Hedemora. Foi construída no século XVII, no local de uma propriedade real, e recebeu o foral de cidade em 1654. Sua parte central tem muitas casas de madeira tradicionais. Anualmente é organizada uma grande competição de triatlo, que faz parte da Taça da Suécia.

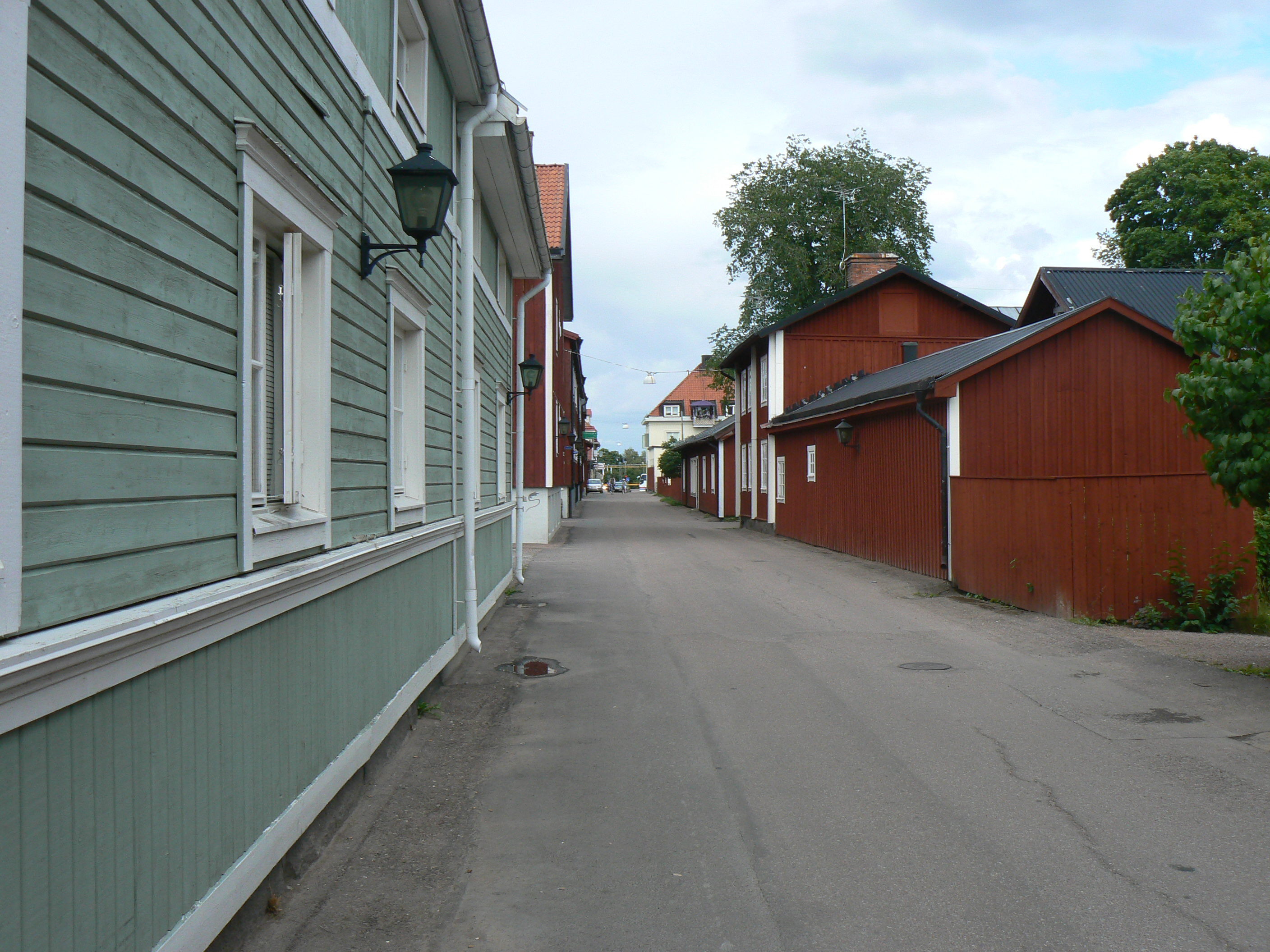
Ruas de Säter
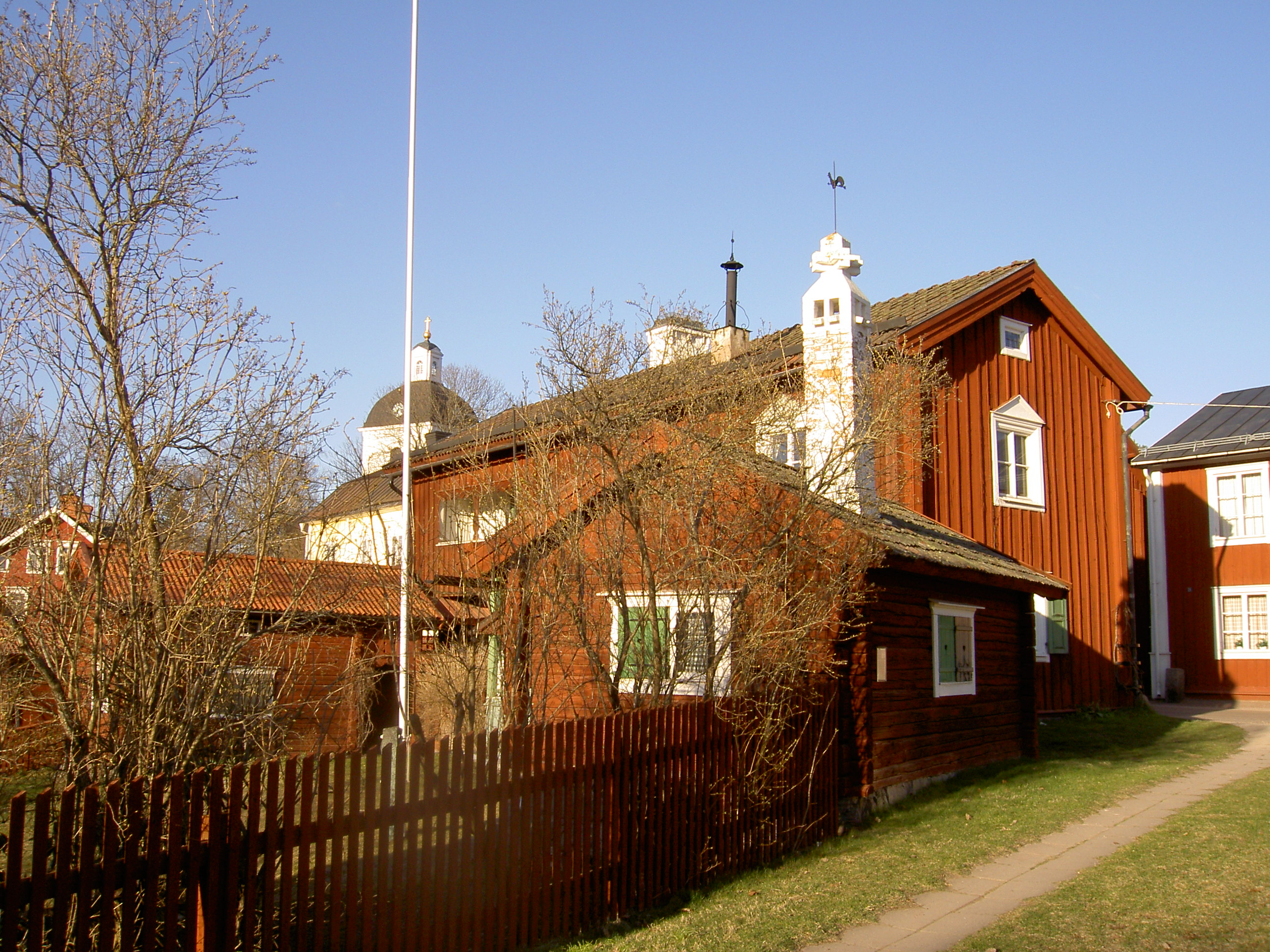
A esquina de Dahlander